# Comuna Samciîkî, Starokosteantîniv
Samciîkî (în ucraineană Самчики) este o comună în raionul Starokosteantîniv, regiunea Hmelnîțkîi, Ucraina, formată din satele Samciîkî (reședința) și Stepok.

## Demografie
Componența lingvistică a comunei Samciîkî
     Ucraineană (97,27%)
     Rusă (2,29%)
     Alte limbi (0,4%)
Conform recensământului din 2001, majoritatea populației comunei Samciîkî era vorbitoare de ucraineană (97,27%), existând în minoritate și vorbitori de rusă (2,29%).